# Harlington (Londres)
Pour les articles homonymes, voir Harlington.
Harlington est une zone anglaise située à l'ouest de Londres, dans le borough londonien de Hillingdon.